# Halluz
Halluz (tiếng Ả Rập: حللوز) là một ngôi làng Syria nằm ở Jisr al-Shughur Nahiyah ở huyện Jisr al-Shughur, Idlib. Theo Cục Thống kê Trung ương Syria (CBS), Halluz có dân số 547 trong cuộc điều tra dân số năm 2004.